# Askia Booker
Askia Booker (Inglewood, 31 agosto 1993) è un cestista statunitense.